# 티롤리안 항공
티롤리안 항공(영어: Tyrolean Airways)은 오스트리아의 지역 항공사로 총 78개 노선에 취항하고 있다. 본사는 오스트리아 인스브루크에 위치해 있으며 1978년에 설립했다. 또한 사용하고 있는 허브 공항으로 인스부르크 공항, 빈 국제공항, 그라츠 공항, 잘츠부르크 공항이 있으며 오스트리아 항공 그룹의 모든 항공편을 수행하고 있다. 2015년 3월 31일에 오스트리아 항공에 합병되었다.

## 보유 기종
- 2012년 4월 기준으로 티롤리안 항공은 다음과 같은 기종을 보유하고 있으며 현재 보유하는 기종은 오스트리아 항공에서 운항하고 있다.[3][4]

* 비고 : A319에 비즈니스와 경제, A320, A321은 수요에 따라 달라질 수 있다.

## 사진

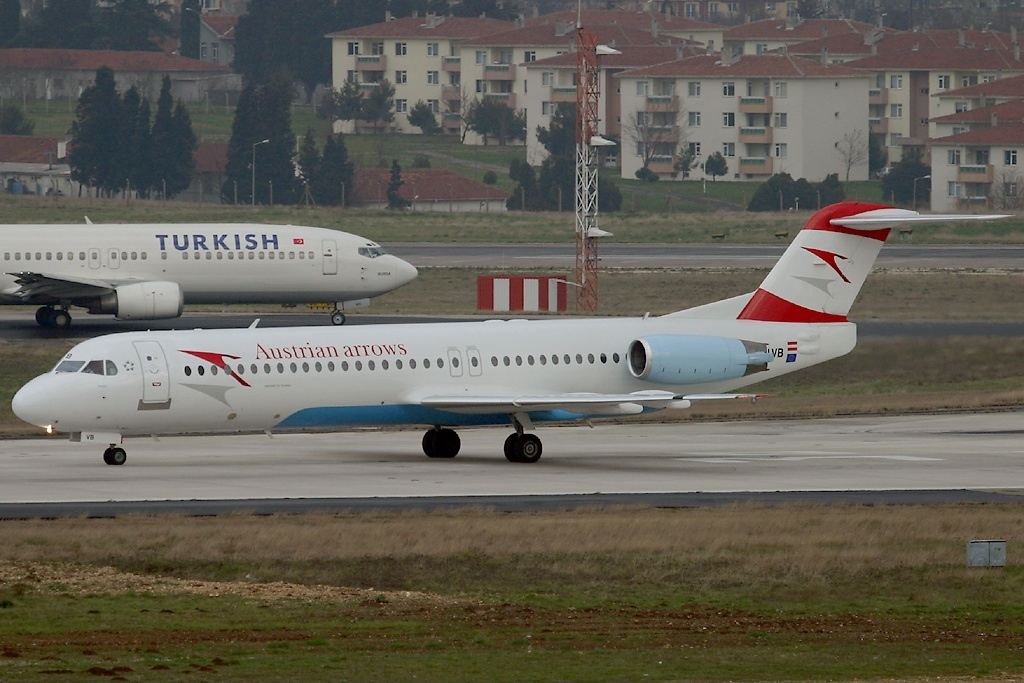
티롤리안 항공의 포커 100
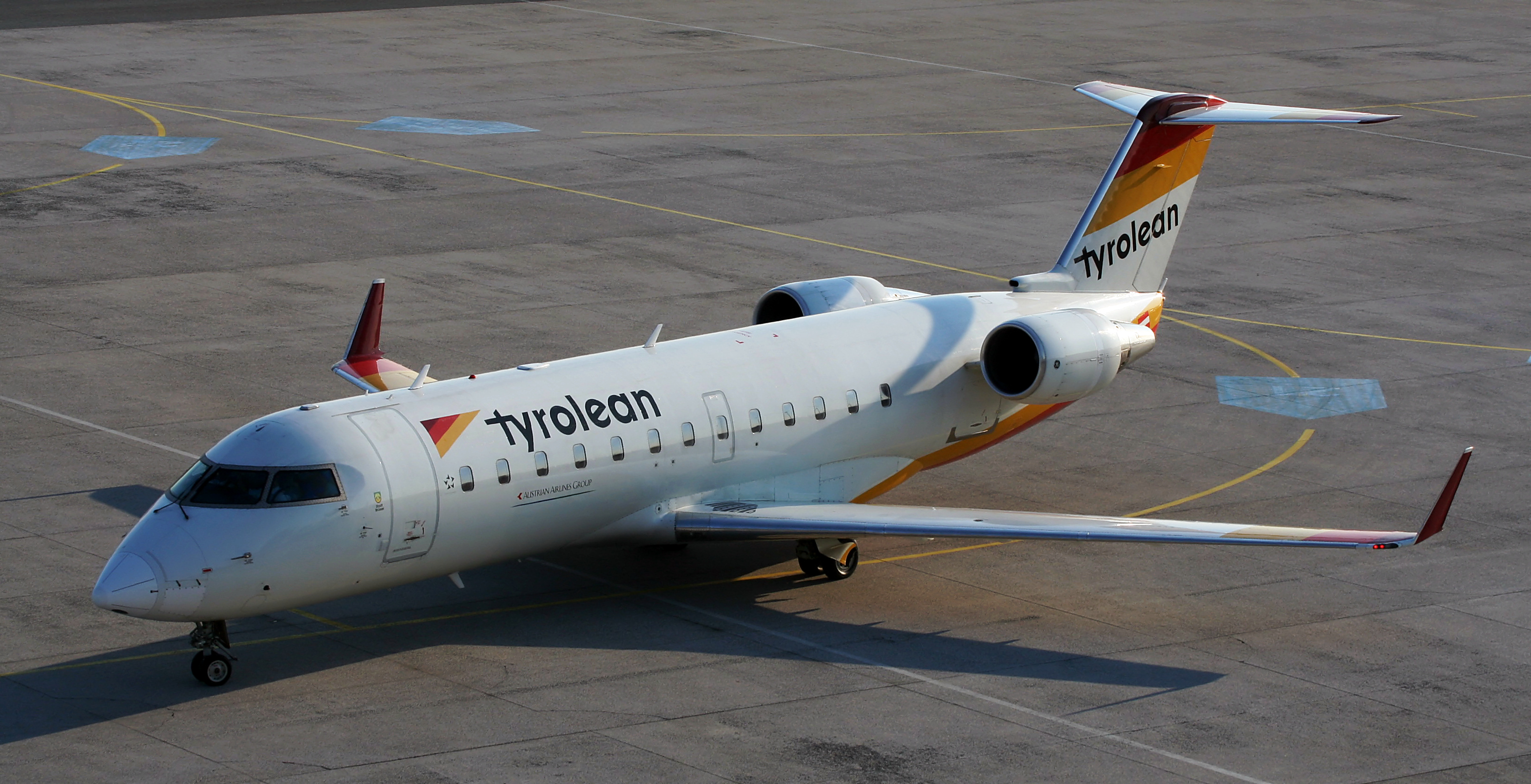
티롤리안 항공의 봄바디어 CRJ200
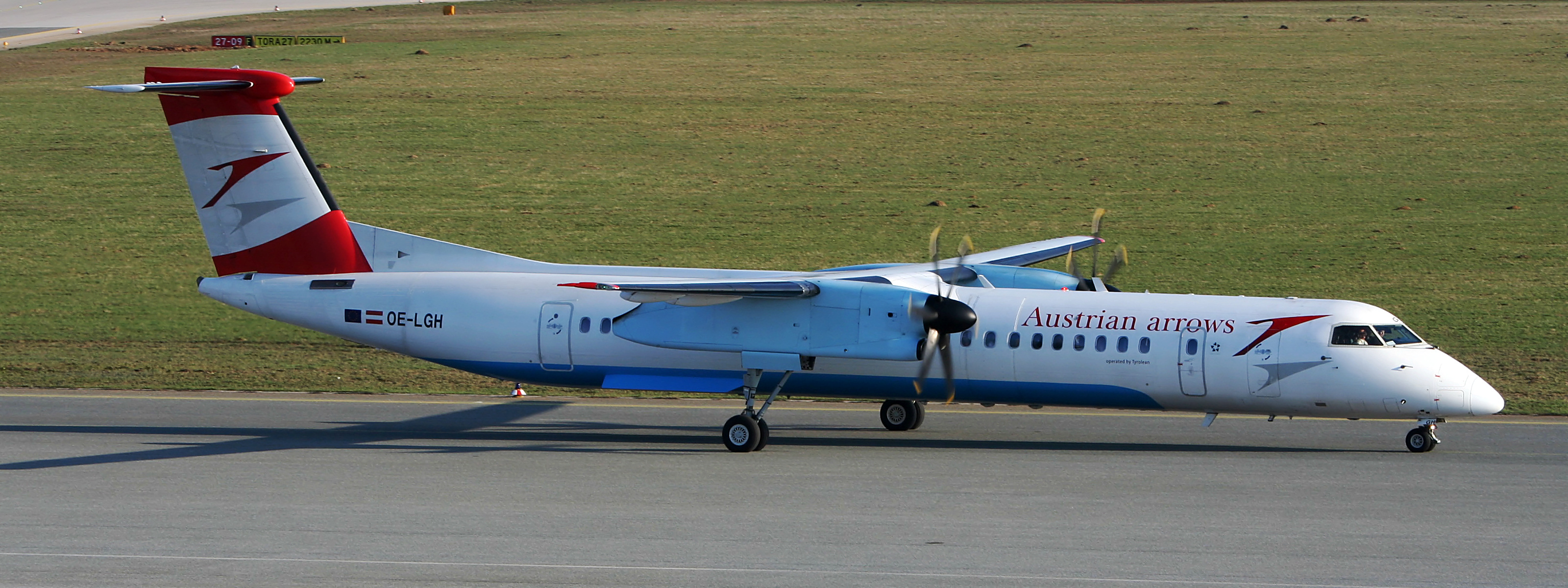
티롤리안 항공의 봄바디어 대쉬 8 Q400